# Iphigenie (svensk urpremiär)
Den svenska urpremiären av Iphigenie ägde rum på kungliga slottet under vintern 1683-1684. Den spelade en pionjärroll i svensk teaterhistoria så som den första pjäsen i Sverige som spelades av svenska kvinnor, och den första som spelades av av enbart kvinnor. 
Under denna tid var teaterkonsten relativt ny i Sverige. Den utövades av utländska teatersällskap, som turnerade i Sverige, eller av inhemska amatörer som (helmanlig) studentteater. 
Under vintern 1683–1684 uppfördes den svenska urpremiären av Iphigenie av Racine av en grupp kvinnliga amatörer vid hovet under beskydd och uppmuntran av den svenska drottningen Ulrika Eleonora. Johanna Eleonora De la Gardie spelade Iphigenie, Amalia Wilhelmina Königsmarck Achilles, Aurora Königsmarck Clitemnestre, Augusta Wrangel Agamemnon och Ebba Maria De la Gardie Eriphile. Detta var troligen den första pjäs som uppfördes exklusivt av kvinnor i Sverige.